# Eloge (musikgrupp)
Eloge är ett dansband från Jämtland i Sverige, bildat i 2016

## Historia
Bandet bildades efter en sammanslagning mellan King Edwards och Bredbandet.

## Nuvarande medlemmar
- Åke Henriksson - sång och  gitarr
- Jonas Åström - bas och sång
- Rolle Persson - trummor och sång
- Nils Olsson - gitarr, sång och munspel
- Janne Hill - klaviatur

## Album

### Singlar
- Tro på kärleken - 2023

### Fotnoter
1. 1 2  https://markuz.se/eloge-nytt-dansband-fran-jamtland/